# Marie Taglioni
Marie Taglioni (Stockholm, 23. travnja 1804. — Marseille, 24. travnja 1884.) - švedska balerina iz ere romantičnog baleta i središnja ličnost u povijesti europskoga plesa.
Rođena je u Stockholmu u Švedskoj. Njen otac bio je koreograf i plesač Talijan Filippo Taglioni. Majka joj je bila švedska balerina Sophie Karsten. Njen brat Paul Taglioni bio je koreograf i plesač, plesali su zajedno u mladim danima. Djed i baka s majčine strane Christoffer Christian Karsten i Sophie Stebnowska bili su operni pjevači.
Počela je plesati u Beču. Njen otac Filippo Taglioni učio ju je plesati balet četiri sata dnevno kroz strogi režim. Prije nego je pristupila baletnom ansamblu Pariške opere (fra. Paris Opera Ballet), plesala je i u Stuttgartu i Münchenu. Njen otac skladao je samo za nju balet „La Sylphide” 1832. godine, koji ju je proslavio kao umjetnicu. Otišla je iz Pariza 1837., kako bi prihvatila trogodišnji ugovor u Sankt Peterburgu u Marijinski baletu (Mariinsky Ballet). Nakon njenog posljednjeg nastupa u Rusiji, 1842. njene cipelice balerinke, prodane su za 2000 tadašnjih rubalja.
U klasični balet uvela je pozu prekrštenih ruku, koju je prvi put izvela u baletu „Giselle”, jer je smatrala da joj je figura nesavršena i da će je prekrštenim rukama popraviti.
Profesionalnu karijeru balerine završava 1847. godine. Jedno vrijeme boravila je u Ca 'd'Oro na Canal Grandeu u Veneciji. Kada je balet Pariške opere reorganiziran na strožim, profesionalnijim osnovama, ona je bila nositeljica njegovog duha. Zajedno s direktorom novog Plesnoga konzervatorija Lucienom Petipom) i koreografom Louisom Méranteom) bila je u žiriju na prvom godišnjem natjecanju „Corps de ballet”, održanom 13. travnja 1860. godine.
Kasnije je držala satove standardnih plesova djeci i damama. Također je uzela i mali broj baletnih učenika. Njeno jedino koreografsko djelo je balet „Leptir” (fra. Le Papillon) za omiljenu učenicu Emmu Livry.
Johann Strauss mlađi u njenu je čast skladao „Polku Marie Taglioni” koristeći glazbu iz svih baleta u kojima je nastupala.